# Circo Voador (México)
O Circo Voador é uma casa de espetáculos localizada na Cidade do México, no México, que suporta cerca de 2500 pessoas é mais usada para concertos de rock e heavy metal.